# Centrale de Sundance
La centrale de Sundance est une centrale thermique alimentée au charbon située dans la province d'Alberta au Canada.